# Peter Binsfeld
Peter Binsfeld (também chamado de Peter Binsfield, lat. Petrus Binsfeldius), foi um demonologista, teólogo e padre jesuíta Medieval. Viveu em Trier, na Alemanha, e ali morrera da peste em 1598. Ele estava envolvido nas caças às bruxas do tempo e escreveu A Confissão de Warlocks e bruxas, que discutiu as confissões de supostas bruxas, e argumentou que a tortura não afetou a veracidade das confissões.
Em 1589, Peter Binsfeld comparou cada um dos sete pecados capitais com um demônio.

## Classificação dos Demônios Segundo Binsfeld
Luxúria: Asmodeus
Gula: Belzebu
Ganância: Mammon
Preguiça: Belphegor
Ira: Satanás/Azazel
Inveja: Leviathan
Orgulho: Lúcifer